# IBM Personal Computer

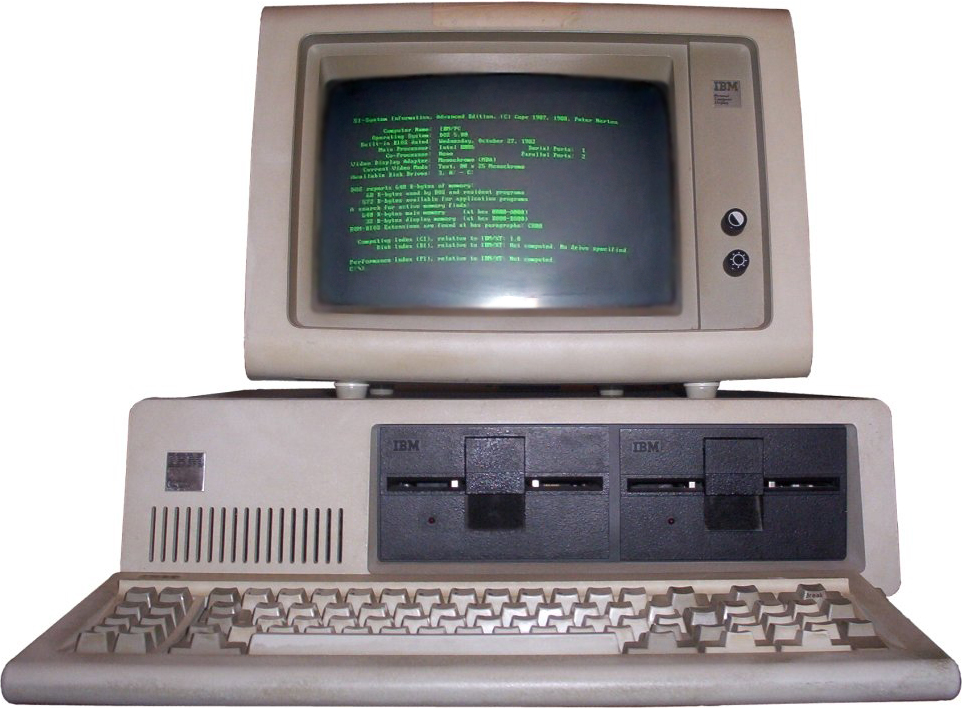
Der IBM Personal Computer, Modell 5150, war 1981 das Urmodell der heutigen IBM-kompatiblen PCs.

IBM Personal Computer (kurz IBM PC) war die Modellbezeichnung des ersten Personal Computers (PC, deutsch „persönlicher Rechner“) des US-amerikanischen Unternehmens IBM aus dem Jahr 1981. Ebenfalls war es der erste Rechner mit x86-Prozessor des Unternehmens. Wie auch sein Nachfolger, der PC XT basierte er auf dem Intel-8088-Prozessor mit interner 16-Bit-Architektur. Dessen Nachfolgemodelle hatten die gleiche Bezeichnung, allerdings mit Namenszusätzen wie XT und AT. Die Gerätelinie war ein großer kommerzieller Erfolg für IBM. Das Unternehmen setzte damit einen informellen, weltweiten Industriestandard und definierte die bis heute aktuelle Geräteklasse der IBM-kompatiblen Personal Computer. Die zahlreichen Nachbauten und Fortführungen der IBM PCs durch andere Unternehmen wurden als IBM-PC-kompatible Computer bezeichnet. Die heute marktüblichen PCs mit Windows-Betriebssystem und x86-Prozessoren beruhen auf der stetigen Weiterentwicklung des damaligen Konzepts.
Der erste IBM Personal Computer hatte noch keine Festplatte, sondern lediglich ein oder zwei Diskettenlaufwerke, er trug die interne Bezeichnung IBM model 5150 und wurde ab 1981 fortan fast sechs Jahre lang unverändert gebaut. Nachfolgesysteme mit Festplatte nannten sich Personal Computer XT (kurz PC XT) und später, mit einem Intel-80286-Prozessor, Personal Computer/AT (kurz PC/AT). Nach der unglücklichen Einführung der hardwareseitig nicht IBM-PC-kompatiblen PS/2-Modelle und mit dem Erscheinen von Windows 3.0 wurde der Ausdruck „IBM PC“ bereits ab 1990 ein eher historischer Begriff. Seit der Einführung von Windows 95 wurde im PC-Marktsegment praktisch nur noch von Windows-Kompatibilität gesprochen (Windows-PC, „Wintel“).
Unter „IBM PC“ wird auch die vom Modell 5150 begründete Plattform der kompatiblen Computer verstanden. Dies findet sich u. a. bei Software, die entweder für die Plattform entwickelt wurde oder die es z. B. durch Portierung auch in einer Variante für den „IBM PC“, später meist einfach „PC“, gibt. Aber auch bei Hardware gibt es Varianten für die PC-Plattform, etwa Erweiterungskarten.

## Geschichte

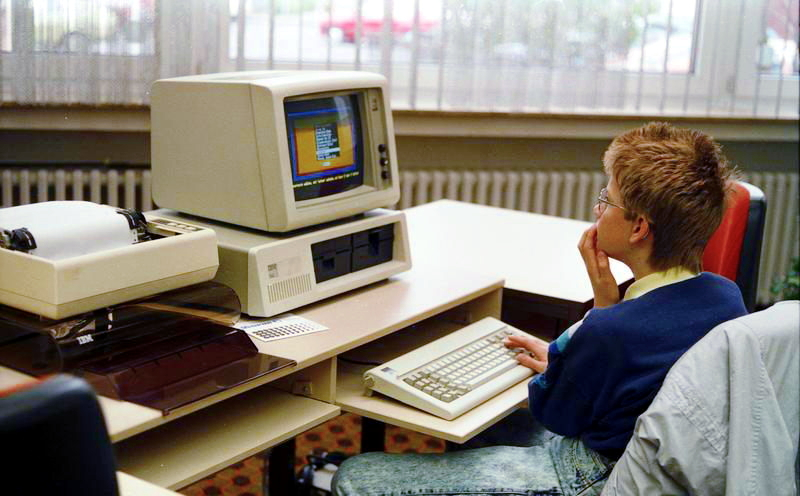
Jugendcomputerschule in einer Bonner Sparkasse, April 1988, hier mit einem XT 5160

Der IBM Personal Computer Model 5150 wurde am 12. August 1981 angekündigt und kam ab Oktober auf den US-amerikanischen Markt. Diese Maschine war schnell entwickelt worden, um den gerade rasant wachsenden Markt für Mikrocomputer nicht der Konkurrenz zu überlassen – vor allem dem Apple II. Es handelte sich um den ersten Arbeitsplatzcomputer von IBM, denn zu diesem Zeitpunkt hatte das Unternehmen lediglich die für kleinere Unternehmen bestimmten Systeme IBM 5100 und System/32 im Angebot.
Obwohl die Entwicklung des IBM PC in kürzester Zeit und unter Verwendung der preisgünstigsten verfügbaren Komponenten erfolgte (siehe Commercial off-the-shelf), wurde er ein voller Erfolg. Einer der größten Vorteile bestand darin, dass er ebenso wie das Vorbild Apple II durch Steckkarten, die in den Computer nachträglich eingebaut werden konnten, erweiterbar war. Die Grundkonfiguration, die in den Vereinigten Staaten für 3.000 US-Dollar (nach heutiger Kaufkraft ca. 8.900 US-Dollar), in der Bundesrepublik für 8.500 D-Mark (nach heutiger Kaufkraft ca. 10.500 Euro) angeboten wurde, hatte keine Festplatte, sondern nur ein oder zwei Diskettenlaufwerke. Darüber hinaus entstanden durch den simplen Aufbau des PCs aus für jedermann leicht erhältlichen Standard-Chips schon ab 1983 in Fernost diverse Nachbauten (oft auch fälschlich, weil ungenau, IBM-Klon genannt), die für eine weite Verbreitung der Systemarchitektur sorgten. Der IBM PC entwickelte sich schnell zu einem inoffiziellen Industriestandard, weil er ohne Lizenzierung durch IBM nachgebaut werden konnte. Selbst über das Betriebssystem des IBM PC, PC DOS 1.0, hatte IBM keine volle Kontrolle. Es wurde ursprünglich von SCP entwickelt (als Clon von CP/M-86) und von Microsoft lizenziert und an den IBM PC angepasst.
Der Begriff IBM PC prägte die Auffassung, was ein PC ist. Ab Mitte der 1980er Jahre waren PCs, die nicht IBM-kompatibel waren, außer im Heimcomputersektor schlicht unverkäuflich. Für die zugesicherte Eigenschaft „IBM-kompatibel“ der Hersteller von Nachbauten eines IBM PC gab es nie offizielle Tests oder Zertifizierungen. Als Kriterium diente häufig ein Kompatibilitätstest mit dem Flugsimulator-Programm von Microsoft. Dieser reizte die damals übliche Hardware bis an ihre Grenzen aus und griff so tief auf BIOS-Funktionen zu, dass er nur mit einem zu 100 % kompatiblen BIOS genutzt werden konnte.
In den späteren Jahren hatte IBM keine glückliche Hand bei der Weiterentwicklung des IBM PCs. Während man bei IBM mit proprietären Konzepten (z. B. PS/2-Computern und deren Micro Channel Architecture oder OS/2) versuchte, den Markt gegen Mitbewerber abzuschotten, entwickelten Hersteller wie Compaq, HP, Intel und Microsoft zukunftsfähigere Konzepte und herstellerübergreifende Standards (z. B. Extended Industry Standard Architecture), und konnten mit ihrer Marktmacht diese – im Gegensatz zu IBM – auch als Industriestandards durchsetzen. Einzig im geschäftlichen Bereich und in speziellen Branchen wie dem Banksektor konnten sich IBMs PS/2-Modelle – eigentlich als Nachfolger aller IBM PCs bestimmt – einige Jahre relativ erfolgreich halten. Sie scheiterten dann aber – offenbar hatte die Abgrenzung gegenüber Mitbewerbern durch die Umstellung des verwendeten Bus-Systems auf die lizenzkostenpflichtige „IBM Mikrokanal“-Architektur zu gut funktioniert.
Auch heute noch sind PCs auf der Basis der x86-Prozessoren von Intel oder AMD weitgehend kompatibel zu ihrem Urahn, dem IBM PC, auch wenn mit dem Attribut „IBM-kompatibel“ schon sehr lange nicht mehr geworben wird.

## Systemarchitektur/Technischer Aufbau

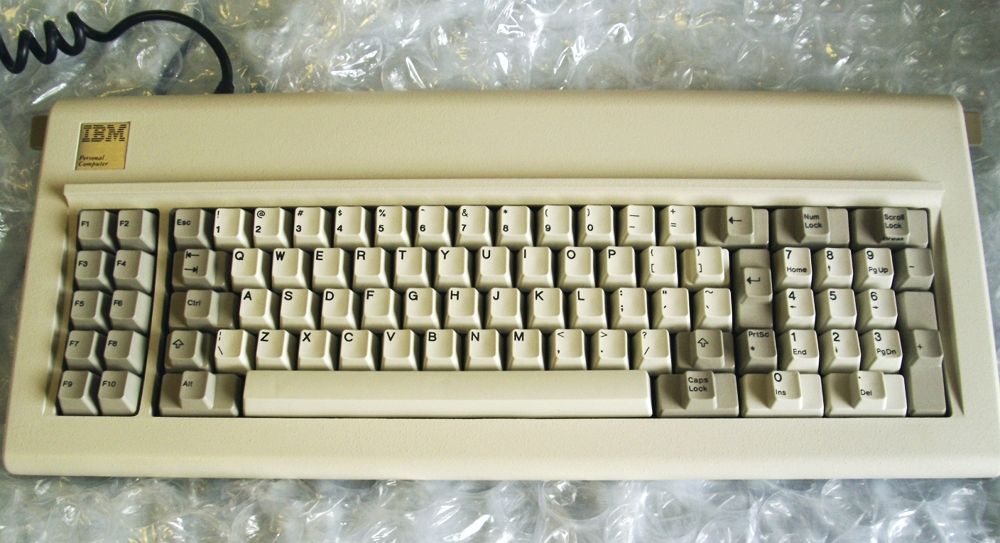
Original-IBM-PC-Tastatur mit 83 Tasten

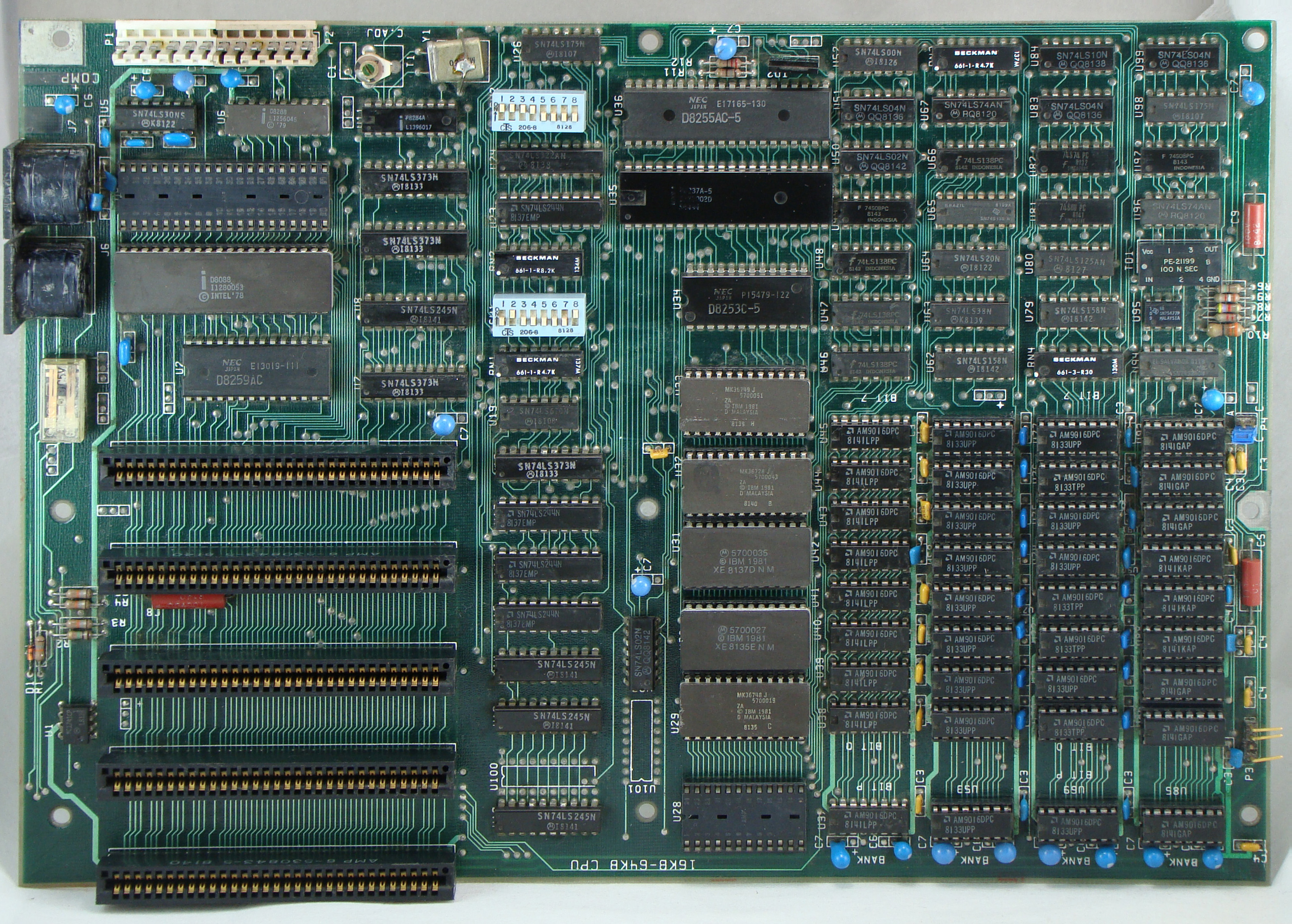
Die Hauptplatine (Motherboard), links unten sind die fünf ISA-Erweiterungsslots, rechts unten die Speicherbänke für 64 kByte RAM, links oben der Intel-8088-Prozessor und der Sockel für den optionalen Koprozessor 8087, rechts oben eine Anzahl 74xx-Logikbausteine

Als Prozessor verwendete man den 16-Bit-Prozessor 8088 von Intel, eine Version des 8086 mit einem externen 8-Bit-Datenbus. Die CPU war mit 4,77 MHz getaktet, das ist 4⁄3mal die Farbträgerfrequenz des NTSC-Farbfernsehsystems mit ca. 3,58 MHz, da zunächst wie bei den Homecomputern auch Fernsehgeräte als Monitore vorgesehen waren. Mit der gleichen Taktrate lief auch der 8 Bit breite Systembus, der erst später in seiner mit dem IBM PC/AT eingeführten 16-Bit-Variante unter der Bezeichnung ISA-Bus standardisiert wurde.
Das Gerät wurde nach seiner Vorstellung zunächst wahlweise mit 16 oder 64 kB Arbeitsspeicher ausgeliefert, mit einer weiterentwickelten Hauptplatine später dann auch mit bis zu 256 kB. Auch ein Koprozessor zur schnellen Gleitkommaberechnung war im Systemdesign vorgesehen. Dieser Baustein mit der Bezeichnung 8087 konnte nachträglich in einen leeren Stecksockel eingesetzt werden. Der Hauptspeicher selbst konnte auf der Hauptplatine – je nach Version derselbigen – auf bis zu 64 oder 256 kB erweitert werden, durch Einsteckkarten von Fremdherstellern später gar auf bis zu 640 kB. Der Prozessor selbst war zwar in der Lage, 1024 kB zu adressieren, im Systemdesign waren aber großzügige 384 kB des Adressbereichs für andere Zwecke vorgesehen, beispielsweise für das BIOS und den Grafikspeicher.
Der PC konnte zunächst mit ein oder zwei 5,25″-Diskettenlaufwerken ausgestattet werden. Über ein optionales Erweiterungsgehäuse waren zwei weitere Diskettenlaufwerke anschließbar, wobei dies wegen der damals hohen Preise für Laufwerkskomponenten eher eine theoretische Möglichkeit darstellt. Die Diskettenlaufwerke konnten für einseitig beschreibbare Disketten mit einer Kapazität von 160 kB oder doppelseitigen Disketten von 320 kB, später sogar mit 360 kB genutzt werden.
Anders als beim Nachfolgesystem PC XT war auch ein Anschluss für einen Datenrekorder vorhanden, wie er für Heimcomputer üblich war.

## Erweiterungen
Ab 1983 konnte der 5150 (und die Erweiterungseinheit) auch mit Festplatten der Kapazität von 10 MB ausgestattet werden. Es handelte sich dabei um die bereits im IBM PC XT Model 87 verwendeten 5,25″-Laufwerke mit MFM-Aufzeichnung und voller Bauhöhe, also der doppelten Höhe eines heute üblichen DVD-Laufwerks.

## Erweiterungseinheit
Der PC ließ sich mit der Expansion Unit 5161 Model 1 (Erweiterungseinheit) um ein identisches Gehäuse mit Platz für zusätzliche Laufwerke und Erweiterungskarten vergrößern. Dazu wurde in den PC eine Karte mit Treiberbausteinen eingesteckt, die den Bus des PC mit dem der Erweiterungseinheit über ein Kabel verband.